# Emőke Baráth
Emőke Baráth (21 de novembre de 1985) és una soprano hongaresa. Va començar els seus estudis musicals a Gödöllő, on s'especialitzà en piano i violoncel, i després va continuar els estudis d'arpa i vocals a l'Escola Secundària de Música Szent István Király de Budapest.
Va començar els seus estudis de cant sota la direcció de József Hormai. La seva professora a l'Acadèmia de Música Ferenc Liszt (2007-2012) va ser Júlia Pászthy, i el curs 2011/2012 també es va graduar al Conservatori Luigi Cherubini de Florència, on va ser alumna de Leonardo de Lisi. Ha participar en classes magistrals de Barbara Bonney, Kiri Te Kanawa, Éva Marton, Klára Kolonits, Nancy Argenta, Masaaki Suzuki, Alfred Brendel, Ferenc Rados, Sass Sass, Deborah York, Nicholas Clapton i Andrea Meláth.
Ja al començament de la seva carrera, Baráth va obtenir molts reconeixements nacionals i internacionals. Entre altres, va guanyar el tercer lloc al Concurs Internacional de Cant Antonín Dvořák de Karlovy Vary. El 2011, va guanyar el Primer Premi al Segon Concurs Internacional de Cant d'Òpera Barroca d'Innsbruck, així com el Gran Premi del Festival de Verbier. A més, el treball de Baráth va ser reconegut amb el premi Hungarian Junior Prima el 2011.
Baráth és especialment coneguda pels papers principals de les òperes de Cavalli, Elena amb Leonardo García Alarcón el 2013, i Hipermestra al Festival de Glyndebourne amb William Christie el 2017. El maig de 2018, va signar un contracte de gravació exclusiu amb Erato. Està representada professionalment per la companyia francesa Concerts Parisiens.
El 2017, va fer el seu debut al Carnegie Hall amb l'orquestra barroca Il Pomo d'Oro interpretant un programa ddedicat al seicento. Va cantar el paper principal de Doriclea d'Alessandro Stradella en un enregistrament i en un concert a Roma a l'Accademia Nazionale di Santa Cecilia amb Il Pomo d'Oro i Andrea de Carlo.